# Amtsbezirk Bülderup
Der Amtsbezirk Bülderup war ein Amtsbezirk im Kreis Tondern in der Provinz Schleswig-Holstein.
Der Amtsbezirk wurde 1889 gebildet und umfasste den Gutsbezirk Haistruphof und die folgenden Gemeinden:  
1. Bredewatt
2. Bülderup
3. Duburg
4. Frestrup
5. Haistrup
6. Heez
7. Lendemark
8. Sotterup

1920 wurde der Amtsbezirk aufgelöst und die Gemeinden aufgrund der Volksabstimmung in Schleswig an Dänemark abgetreten.